# ريتشارد فرانكو غولدمان
ريتشارد فرانكو غولدمان (بالإنجليزية: Richard Franko Goldman)‏ هو ناقد موسيقي وملحن وصحفي أمريكي، ولد في 7 ديسمبر 1910، وتوفي في 19 يناير 1980.

## وصلات خارجية
- ريتشارد فرانكو غولدمان على موقع ميوزك برينز (الإنجليزية)
- ريتشارد فرانكو غولدمان على موقع ديسكوغز (الإنجليزية)